# Liste der Monuments historiques in Érize-la-Brûlée
Die Liste der Monuments historiques in Érize-la-Brûlée führt die Monuments historiques in der französischen Gemeinde Érize-la-Brûlée auf.

## Liste der Objekte
| Bezeichnung                                               | Beschreibung                           | Standort                       | Kennzeichnung | Schutzstatus | Datum | Bild |
| --------------------------------------------------------- | -------------------------------------- | ------------------------------ | ------------- | ------------ | ----- | ---- |
| Sakramentsschrank                                         | Stein, Schmiedeeisen, 16. Jahrhundert  | in der Kirche St-Mansuy (Lage) | PM55000235    | Classé       | 1952  |      |
| Skulptur Madonna mit Kind                                 | Stein, farbig gefasst, 14. Jahrhundert | in der Kirche St-Mansuy (Lage) | PM55000233    | Classé       | 1905  |      |
| Taufpiscina                                               | Stein, 16. Jahrhundert                 | in der Kirche St-Mansuy (Lage) | PM55000234    | Classé       | 1952  |      |
| Zwei Skulpturen: Heiliger Mansuetus und heiliger Nikolaus | Stein, farbig gefasst, 18. Jahrhundert | in der Kirche St-Mansuy (Lage) | PM55001832    | Inscrit      | 1993  |      |
| Kirchenfenster Erzengel Michael                           | Fragment, 18. oder 19. Jahrhundert     | in der Kirche St-Mansuy (Lage) | PM55002653    | Inscrit      | 2007  |      |